# Definitio essentialis
Die definitio essentialis (deutsch Essentialdefinition) ist in der Logik eine Definition, welche die wesentlichen Merkmale eines Begriffs beinhaltet. Pendant ist die definitio accidentalis (Akzidentaldefinition).

## Herkunft
Die Unterscheidung stammt von den Peripatetikern und wird Johannes Scottus Eriugena zugeschrieben.

## Verwendung
Bei Legaldefinitionen verwendet das Gesetz im Regelfall die Methode der Essentialdefinition. Dadurch soll das Wesen des zu definierenden Begriffs abstrakt umschrieben werden. Dies dient der Rechtssicherheit bei der Rechtsanwendung.

## Sonstiges
Die Essentialdefinition ist mit der Realdefinition verwandt.